# Шуйлър (окръг, Илинойс)
Окръг Шуйлър (на английски: Schuyler County) е окръг в щата Илинойс, Съединени американски щати. Площта му е 1142 km², а населението - 7189 души (2000). Административен център е град Ръшвил.